# Zé Carioca (músico)
José do Patrocínio Oliveira (Jundiaí, 11 de fevereiro de 1904 – Los Angeles, 22 de dezembro de 1987), mais conhecido pelo pseudônimo Zé Carioca, foi um violonista, banjoísta e cavaquinista brasileiro.

## Biografia
Autodidata em instrumentos musicais, Zé Carioca tocava violão, cavaquinho e banjo. Trabalhou como funcionário do Instituto Butantan de São Paulo. Em 1931, passou a atuar na Orquestra Columbia, dirigida pelo maestro Gaó, apresentando-se na Rádio Cruzeiro do Sul. Nessa época, trocou o cavaquinho pelo banjo, o que lhe valeu o apelido de Zezinho do Banjo. Em 1932, foi para o Rio de Janeiro, por intermédio de César Ladeira, passando a atuar na Rádio Mayrink Veiga. Naquela emissora, trabalhou ao lado de grandes nomes do cenário artístico de então: Garoto, Pixinguinha, Nélson Souto, entre outros. Ladeira, quando passou a ser diretor artístico do Cassino da Urca, o levou para atuar na famosa casa. Foi ali que conheceu Carmen Miranda em 1939. Logo depois, seguiu para os Estados Unidos com a Orquestra de Romeu Silva, para atuar no Pavilhão Brasileiro da Feira Mundial de Nova Iorque de 1939-40.
Por volta de 1940, assinou contrato com a 20th Century Fox, para atuar ao lado de Carmen Miranda e do Bando da Lua, em vários filmes: Uma Noite no Rio, de I. Cummings, Aconteceu em Havana, de Walter Lang, além de outros. Foi nesta época que conheceu Walt Disney, por intermédio de Aloysio de Oliveira, passando a dublar personagens de desenhos animados. O contato com Disney inspirou o produtor americano a criar o personagem Zé Carioca, símbolo do bom malandro brasileiro. Em Alô, Amigos, além da dublagem do famoso papagaio, ele apareceu tocando Na Baixa do Sapateiro de Ary Barroso e Tico-tico no Fubá, de Zequinha de Abreu. Em 1944, voltou a dar voz a Zé Carioca e a atuar em mais uma combinação de filme e desenho animado produzida pelos estúdios Disney, no clássico Você já Foi à Bahia?, ao lado de Aurora Miranda.
Permaneceu nos Estados Unidos, trabalhando para a Disney Produções e atuando como músico. Nos últimos anos de vida, apresentou-se diversas vezes no Restaurante Marquis Martoni, em Hollywood. Voltou ao Brasil por várias ocasiões, especialmente nos anos 1980, onde se exibiu em alguns programas da Rede Globo, sob direção de A C. Vannucci.